# Schlacht bei Dürnkrut
Die Schlacht bei Dürnkrut am 26. August 1278 – auch als Schlacht bei Dürnkrut und Jedenspeigen oder Schlacht auf dem Marchfeld bekannt – wurde um das Erbe der Babenberger geschlagen. Sie gilt als eine der größten Ritterschlachten Europas. Der 60-jährige Rudolf I. von Habsburg, der am 1. Oktober 1273 zum römisch-deutschen König gewählt worden war, stellte sich hier erfolgreich dem etwa 46-jährigen Ottokar II. entgegen und legte so den Grundstein für die Dynastie der Habsburger im Bereich des heutigen Österreich. Benannt ist die Schlacht nach den beiden Orten Dürnkrut und Jedenspeigen im Marchfeld in Niederösterreich, zwischen denen sie stattfand.
In den beiden Gemeinden Dürnkrut und Jedenspeigen wird seit dem Jahr 2003, jeweils im Wechsel, im Gedenken an die Schlacht ein Mittelalterfest veranstaltet.

## Vorgeschichte
Nach dem Untergang der Staufer kam es im Heiligen Römischen Reich zum Interregnum, als 1245 Kaiser Friedrich II. abgesetzt wurde. 1246 starb dann Herzog Friedrich II. aus dem Geschlecht der Babenberger, und es begann ein Kampf um die herrenlos gewordenen Gebiete.
Ottokar II., König von Böhmen erstrebte die Schaffung eines größeren zusammenhängenden Herrschaftsgebietes und versuchte zu Lasten des Heiligen Römischen Reiches, sich das babenbergische Erbe anzueignen und seinem – ebenfalls dem Reich angehörenden – přemyslidischen Königreich Böhmen anzufügen. Nach dem entscheidenden Sieg gegen den ungarischen König Béla IV. rückte dieses Ziel in greifbare Nähe. Aufgrund des militärischen Erfolgs und der Unterdrückung des hohen Adels gelang es Ottokar, die Herzogtümer Österreich, Steiermark, Kärnten und die Markgrafschaften Krain, Friaul sowie die Windische Mark unter seiner Herrschaft zu vereinen. Seine ungeschickte Politik, die sich vor allem auf die Stadtbürger und den niederen Adel stützte, ließ jedoch den Groll des in seinen Privilegien beschränkten Hochadels wachsen. Wahrscheinlich ebendeswegen wählten die Kurfürsten gemäß dem im Sachsenspiegel vorgesehenen Verfahren am 29. September 1273 den wenig bekannten Rudolf von Habsburg zum König.
Nach der Wahl Rudolfs I. von Habsburg zum römisch-deutschen König war dieser bestrebt, die Herzogtümer Österreich und Steiermark, das Herzogtum Kärnten sowie weitere von Ottokar vereinnahmte Gebiete zurückzufordern, um eine eigene Hausmacht der Habsburger zu begründen. Die rechtliche Grundlage dafür bot der bald nach Regierungsbeginn verkündete Grundsatz, dass alles nach der Absetzung Kaiser Friedrichs II durch Papst Innozenz IV. im Jahre 1245 dem Reich entfremdete Reichsgut zurückzugeben sei. Entsprechend wurde ein lehnsrechtliches Verfahren eingeleitet.
Ottokar, der sich selbst um das römisch-deutsche Königtum beworben hatte und Rudolfs Wahl nicht anerkannte, verweigerte die Rückgabe der eroberten Herzogtümer. Nachdem er dreimal die Einladung, vor dem Reichstag und dem König selbst vorzusprechen, zurückgewiesen hatte, und auch der Aufforderung zur Rückgabe des Reichsgutes keine Folge leistete, wurde über ihn die Acht und Oberacht verhängt.
Während der Böhmenkönig noch seine Handlungsmöglichkeiten erwog, lagerte im Sommer 1276 bereits die Armee Rudolfs mit seinem ungarischen Verbündeten Ladislaus IV. vor Wien. Diese Allianz zwang Ottokar, Rudolf formal als römisch-deutschen König anzuerkennen und die Herzogtümer Österreich, Steiermark und Kärnten sowie die besetzten Markgrafschaften zurückzugeben. Zusätzlich musste sich Ottokar für Böhmen und Mähren von Rudolf belehnen lassen.
Dieser für Ottokar inakzeptable Friede sollte nicht lange währen. 1278 marschierte der König von Böhmen erneut gegen Wien und traf am 26. August auf das vereinigte Heer Rudolfs und des erst 16 Jahre alten Ladislaus.

## Vorabend der Schlacht
Hauptartikel: Feldzüge Rudolfs I. gegen Ottokar II. Přemysl

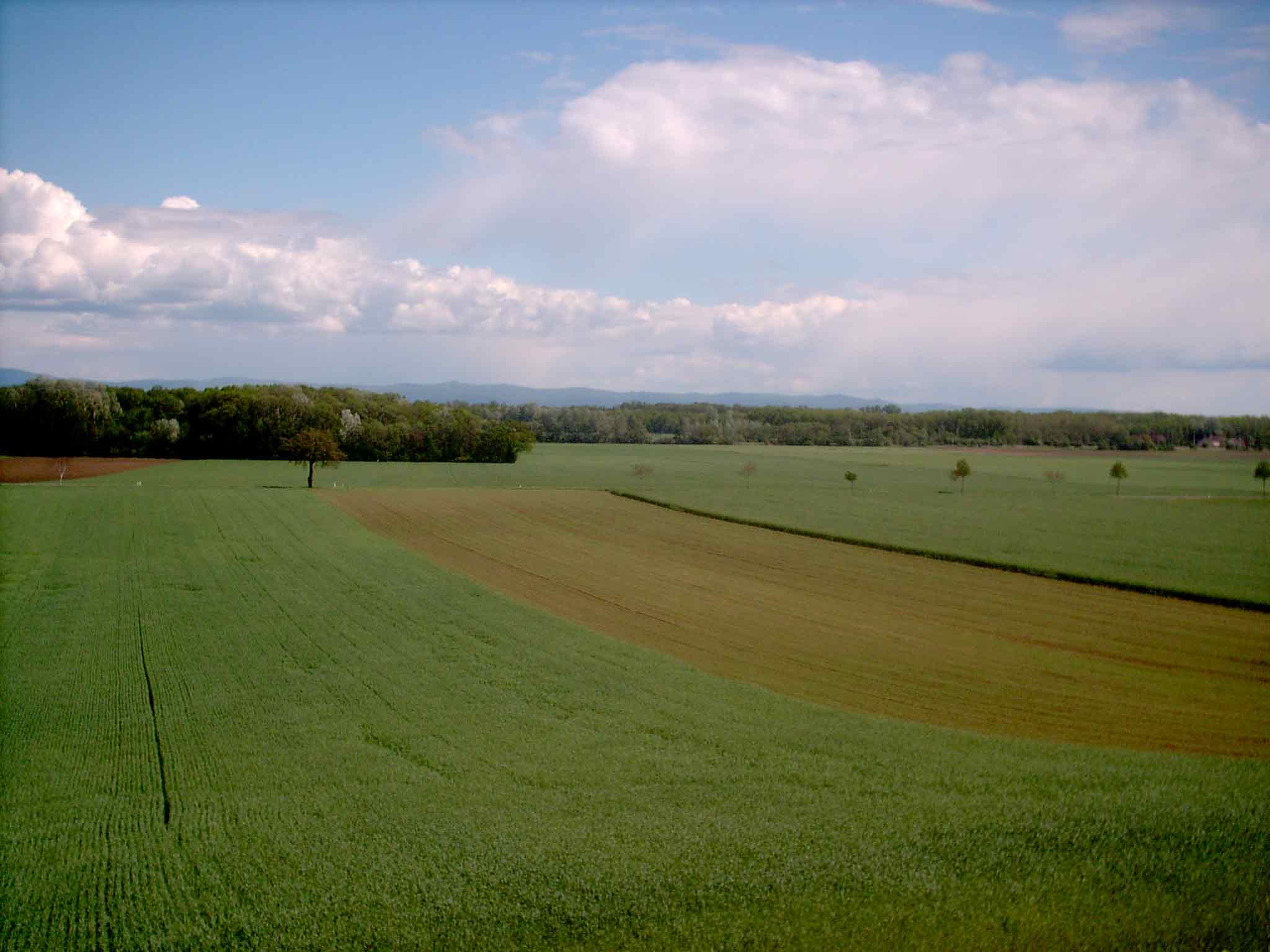
Aufgrund seiner idealen Topographie ausgewähltes Schlachtfeld

Diesmal gelang es Ottokar leichter als 1276, Verbündete im Reich zu gewinnen. Feste Bündniszusagen erhielt er vom Herzog von Niederbayern, dem Markgrafen von Brandenburg und den polnischen Fürsten. Eine weitere Stärkung seiner Position erzielte er durch seine Freundschaft mit dem Erzbischof von Köln, was eine Neutralität der geistlichen Kurfürsten sicherte. Auf die Hilfe Ungarns glaubte Ottokar dagegen leicht verzichten zu können, da ihm die Stärke seiner polnischen Hilfstruppen als ausreichend erschien.
Der Operationsplan Ottokars sah vor, dass Siegfried, Herzog von Niederbayern, im Lande bleiben und den Anmarsch der Verbündeten Rudolfs so lange wie möglich behindern sollte. Ottokar selbst hatte die Absicht, am 15. Juli in Österreich einzumarschieren. Da jedoch noch nicht die gesamte Hauptarmee versammelt war, konnte der ursprünglich geplante direkte Anmarsch auf Wien nicht durchgeführt werden. Somit begann Ottokar zunächst mit der Belagerung der Befestigungen von Drosendorf, die nach 16 Tagen eingenommen wurden, und anschließend von Laa an der Thaya. Dies verschaffte Rudolf genug Zeit zu einem riskanten Vorgehen: Er beschloss, Wien aufzugeben, und beauftragte seine Verbündeten, sich mit ihm auf dem Marchfeld (bei Stillfried) zu versammeln. Trotz der Behinderungen in Bayern trafen diese Kontingente zahlreich und rechtzeitig im Lager auf dem Marchfeld ein. Von besonderer Bedeutung waren die ungarischen Kumanen, die mit König Ladislaus ritten. Sie konnten ungehindert die Donau überqueren und sich so erneut mit den Truppen Rudolfs zusammenschließen. Von diesem Vorgehen überrascht, brach Ottokar die Belagerung am 18. August ab und marschierte seinem Gegner entgegen. Auch Rudolf war zum Kampf bereit, brach am 23. August seine Zelte ab und schlug sein neues Lager bei Dürnkrut auf, wo er sich seinem Rivalen zur offenen Feldschlacht stellen wollte.

## Die Schlacht

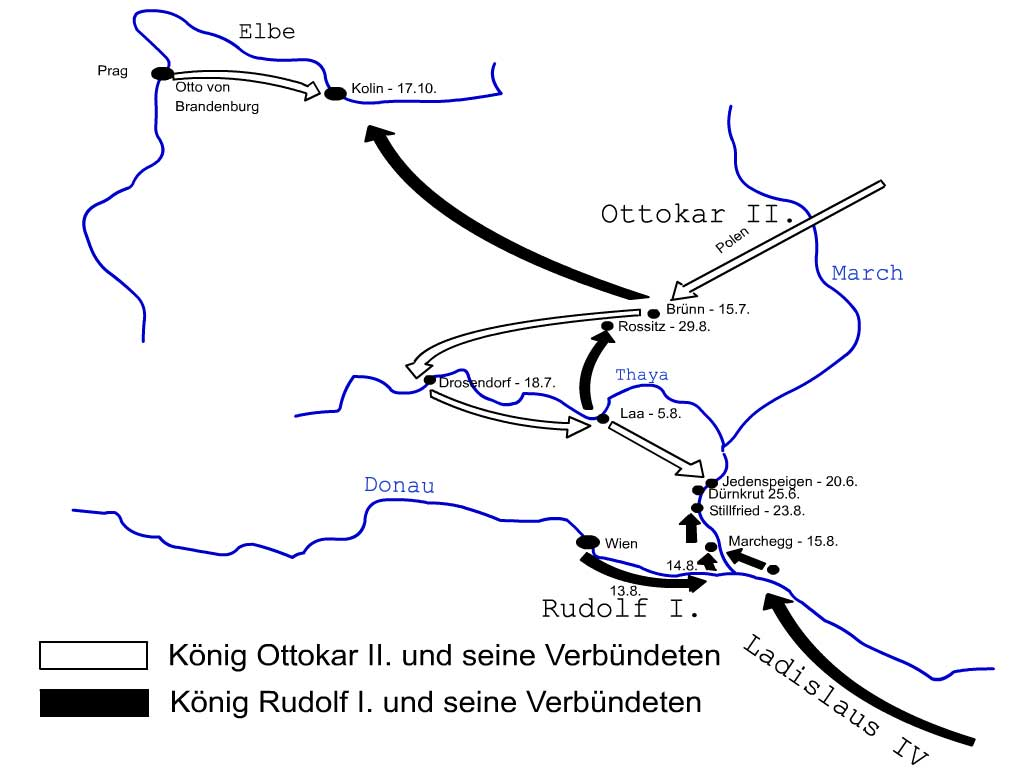
Operationsskizze

Skizze der Schlacht

Insgesamt standen beiden Seiten jeweils etwa 30.000 Mann zur Verfügung, doch war nur der berittene Teil beider Armeen auserkoren, in die Schlacht zu ziehen; das Fußvolk hatte das jeweilige Lager zu bewachen. König Rudolf ließ seine Armee in drei Treffen zu jeweils zwei Gruppen aufstellen. In jedem Treffen standen etwa 1500 Reiter, wobei die schweren Ritter verdeckt weiter hinten standen.
Ottokar hatte seine Ritter ebenfalls in drei Treffen zu jeweils zwei Gruppen aufstellen lassen. Hier waren indes jeweils 2000 Ritter pro Einheit und die schwer gepanzerten Reiter hauptsächlich im ersten und zweiten Treffen vorzufinden.
Drei Tage lang wartete das habsburgische Heer 40 Kilometer nordöstlich von Wien auf den anrückenden Feind. Die Kumanen erkundeten währenddessen sowohl das Gebiet als auch die Truppenstärke des Feindes. Im Besitz dieser Informationen bereitete Rudolf zwei taktische Finten vor: Erstens sollten 60 Ritter zwischen den Lößhügeln auf der rechten Flanke Ottokars versteckt werden, um diese im entscheidenden Moment gegen den böhmischen König einzusetzen; zweitens sollte sein stärkstes, drittes Treffen außerhalb der Sichtlinie des Přemysliden aufgestellt werden. Die List im Kampfe galt im 13. Jahrhundert noch als unehrenhaft und unchristlich, weshalb sich zunächst auch niemand bereitfinden wollte, den Hinterhalt auszuführen. Erst nach wiederholtem Drängen erklärte sich Ulrich II. von Kapellen bereit, die Führung der 60 in den Weingärten versteckten Ritter zu übernehmen. Er entschuldigte sich aber schon im Voraus bei seinen Kampfgefährten im Lager.
Die Heere Rudolfs und Ottokars ritten am Morgen des 26. August 1278 aufeinander los. Mit seiner Übermacht an schwer gepanzerten Rittern (ca. 6500) schien es Ottokar ein Leichtes, die leichte Kavallerie des Feindes und dessen zahlenmäßig unterlegene schwere Kavallerie (ca. 4500 Ritter) zu besiegen. Die Armee des Habsburgers, rekrutiert aus der Steiermark, Kärnten, Krain, Nürnberg, Schwaben, dem Schwarzwald, dem Breisgau, dem Elsass, dem Sundgau, dem Aargau, dem Thurgau, 200 Kriegsknechten aus der Stadt Zürich, den drei Waldstätten Uri, Schwyz und Unterwalden sowie einem Zuzug von Luzern, Zug, Glarus und Chur, wähnte er in auswegloser Situation.
Die ersten Erfolge verbuchten jedoch die rund 4000 mit Ladislaus reitenden kumanischen berittenen Bogenschützen, die sich vor der Hauptarmee Rudolfs hielten und angewiesen waren, den Gegner zu beschießen; gleichzeitig sollten sie die Flanken des eigenen Heeres schützen. Die Kumanen stürzten sich schon früh in Verfolgung einer Demoralisierungsstrategie auf den linken Flügel Ottokars, dessen Ritter die leichtere ungarische Kavallerie nicht schnell genug verfolgen konnten. Daher konnten die Kumanen ihre Attacken, bei denen hunderte Ritter ihr Leben kampflos verloren, ungehindert fortführen.
In der Folge prallten aber die beiden Hauptheere aufeinander und die grundsätzliche Überlegenheit der Ritter gegenüber den leichten Reitern wurde offenbar. Für Ottokar kam der Sieg in greifbare Nähe, als das Pferd seines Kontrahenten getötet wurde und der bereits 60-jährige Rudolf stürzte. Heinrich Walter von Ramschwag rettete seinem Herrn in dieser unglücklichen Situation das Leben und sicherte die Weiterführung der Schlacht. Zu diesem Zeitpunkt dauerte das Gefecht bereits drei Stunden. Ottokars Truppen zeigten erste Anzeichen von Erschöpfung. Daraufhin befahl Rudolf seinen verborgenen Truppen, in die Schlacht einzugreifen. Das im Zentrum eintreffende ausgeruhte dritte Treffen fügte den abgekämpften Truppen Ottokars vernichtende Verluste zu. Die in der rechten Flanke des Böhmenkönigs wirkenden Ritter unter Ulrich von Kapellen spalteten die feindliche Armee.
Der sich im Heer befindliche Ottokar erkannte die Situation und befahl seiner Reserve, in die Schlacht einzugreifen. Ein kleiner Teil dieser unter dem Befehl von Milota von Diedicz stehenden Truppen versuchte durch eine Richtungsänderung, von Kapellen in den Rücken zu fallen. Diese Bewegung dürfte jedoch von einigen böhmischen Rittern missverstanden und als Flucht interpretiert worden sein, was einer letzten Finte Rudolfs, die das böhmische Heer in Panik versetzten sollte, zugutekam. Größtenteils umzingelt und im Glauben, die Reserve sei in Flucht begriffen, gerieten die Truppen des Böhmenkönigs in Auflösung, was einen geordneten Rückzug unmöglich machte. Die Habsburger unterstützten die Verwirrung mit dem bereits vor der Schlacht abgesprochenen Ruf: „Sie fliehen!“
Viele Ritter, die durch die March zu fliehen versuchten, ertranken oder wurden auf der Flucht von den schnellen Kumanen niedergemacht. Bei Ende der Feindseligkeiten waren 12.000 Böhmen tot oder gefangen und das böhmische Lager wurde geplündert. Unter den Gefallenen fand sich auch der verstümmelte Leichnam des „Löwen aus Prag“. 
Die Entscheidungsschlacht bei Dürnkrut war eine der größten Ritterschlachten des Mittelalters. Gleichwohl sind bestimmte populäre Angaben kritisch zu betrachten: Dass sich die erste Frau Ottokars II. am Vorabend der Schlacht für eine friedliche Lösung eingesetzt habe, ist eine Erfindung Franz Grillparzers: Die von Ottokar verstoßene Margarethe starb bereits 1267, also elf Jahre vor der Auseinandersetzung.

## Auswirkungen

### Österreich

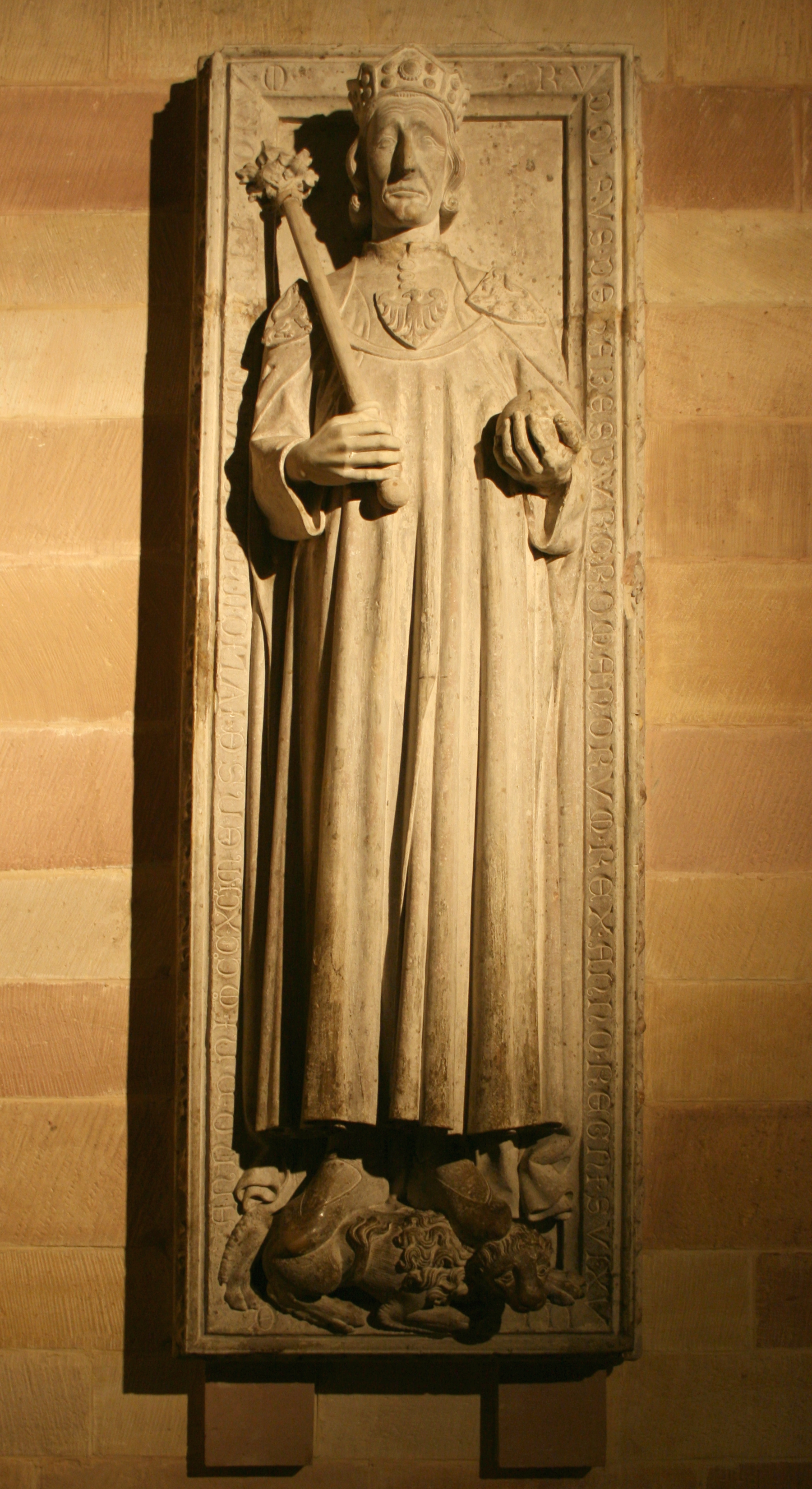
Rudolf von Habsburg, Grabplatte im Dom zu Speyer

Zur Festigung seiner Position ließ Rudolf den Leichnam des erschlagenen Rivalen dreißig Wochen in Wien zur Schau stellen. In dieser Zeit begann der Habsburger bereits, sein Reich zu ordnen und die Basis für ein künftiges Imperium zu schaffen. Er wusste diesen Sieg auch in diplomatischer Hinsicht zu nutzen. Er zog nur langsam in Böhmen ein und hatte es nicht versäumt, ein Rundschreiben an die Böhmen und Mährer zu verfassen. In diesem erklärte er, die Besiegten schonen zu wollen und den Kindern des gefallenen Königs Zuflucht zu gewähren. Er trennte sich von den plündernden Kumanen und beseitigte somit praktisch jeden Widerstand im Kernland seines ehemaligen Rivalen. Rudolf einigte sich schließlich mit der Königinwitwe Kunigunde und beendete so endgültig den Konflikt. Auch ein letzter militärischer Vorstoß des Markgrafen Otto von Brandenburg, der bis nach Kolin vorrückte, wurde durch die Übergabe der Vormundschaft an ihn über den siebenjährigen Sohn Ottokars II., Wenzel, und die Verwaltung Böhmens für fünf Jahre, im Keim erstickt.
Durch seinen Sieg erhielt Rudolf die von Ottokar besetzten Gebiete zurück (Herzogtümer Kärnten, Steiermark und Österreich sowie die Markgrafschaft Krain). Durch eine freundschaftliche Politik mit der Bürgerschaft Wiens und den Adligen in den jeweiligen Herzogtümern hatte Rudolf ausreichende Unterstützung erlangt, um das spätere Kernland des Habsburgerreiches an seine Nachkommen zu binden. Auf dem Reichstag zu Augsburg am 17. Dezember 1282 wurden seine beiden Söhne Albrecht I. und Rudolf II. offiziell mit den Gebieten belehnt. Rudolf selbst, der seine eigentlichen Besitzungen in der Schweiz hatte, wurde so zum Urvater der Dynastie Habsburg in Österreich. Die Kaiserwürde erhielt er jedoch nie, da zwei bereits festgelegte Krönungstermine nicht zustande kamen.
Seit 1278 sind die Habsburger in Wien beurkundet. Ihre Dynastie sollte die nächsten 640 Jahre ihre Vormachtstellung in Österreich bewahren können.
Dieses historische Ereignis wird in Franz Grillparzers Drama König Ottokars Glück und Ende thematisiert. In Wien-Ottakring (16. Bezirk) erinnert seit 1883 der Stillfriedplatz an die Schlacht.

### Ungarn
Ladislaus IV. wurde durch Papst Nikolaus III. gedrängt, seine heidnischen Verbündeten, die Kumanen, notfalls mit Gewalt zum Christentum zu bekehren. Er gehorchte zunächst und brach erfolgreich den kumanischen Widerstand, schloss jedoch bald Freundschaft mit ihnen. 1290 wurde er, vermutlich im Auftrag des Papstes, von ungarischen Adeligen während eines Festes in einem Kumanenzelt ermordet.

### Böhmen
Der neue König Wenzel II., Sohn Ottokars II., führte das Geschlecht der Přemysliden zu einer kurzen zweiten Blüte. Nach dem Ende der Vormundschaft unter dem Markgrafen Otto von Brandenburg übernahm er das Fürstentum Krakau. Durch das Aussterben der Arpaden in Ungarn konnte er später seinem Sohn Wenzel III. zur ungarischen Königswürde verhelfen. Doch nur ein Jahr nach seines Vaters Tod wurde Wenzel III. in Olmütz ermordet. Da er keine Nachkommen hatte, war der Untergang der Přemysliden besiegelt.

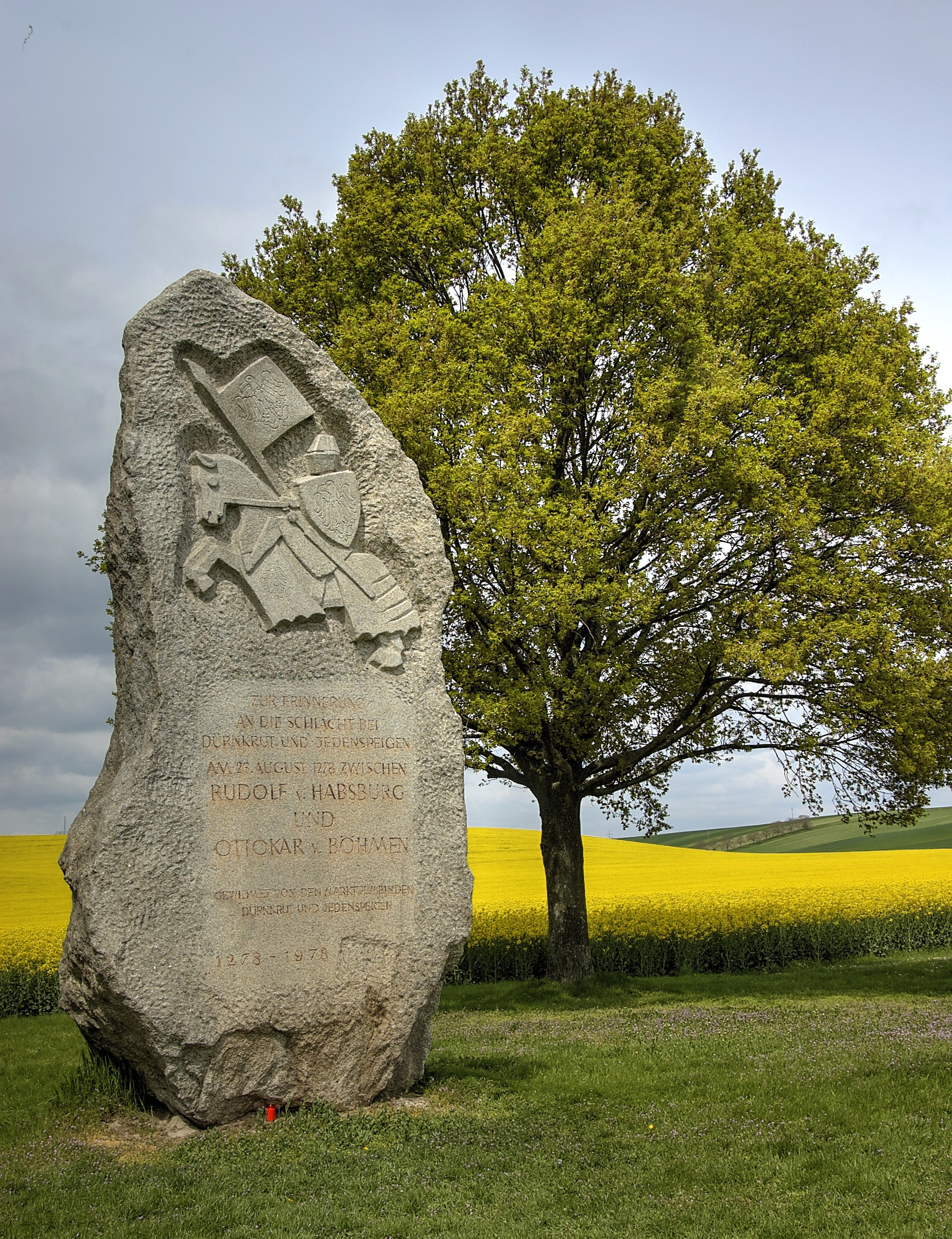
Gedenkstein zwischen Dürnkrut und Jedenspeigen

## Denkmale

### Museum Schloss Jedenspeigen
Auf Schloss Jedenspeigen zeigt eine 2019 neugestaltete Ausstellung in neuen Räumen die Vorgeschichte und die Folgen der Schlacht. In einer multimedialen Inszenierung wird der Schlachtverlauf digital rekonstruiert.

### Gedenkstein bei Jedenspeigen
1978 wurde anlässlich der 700-jährigen Wiederkehr der Schlacht ein Gedenkstein an der Gemeindegrenze zwischen Dürnkrut und Jedenspeigen errichtet. Das Denkmal markiert das Zentrum des Schlachtfelds. Der 6 Meter hohe Granitblock wurde vom Bildhauer Carl Hermann geschaffen. Dargestellt ist ein Ritter mit Pferd, nachgebildet dem Siegel König Ottokars.

### Ottokarkreuz am Weidenbach
Das Steinkreuz am Weidenbach bei Dürnkrut soll an der Stelle errichtet worden sein, an der König Ottokar verstorben ist. Nach einer anderen Überlieferung soll an dieser Stelle Rudolf von Habsburg vom Pferd gefallen sein und konnte sich nur mit knapper Not vor dem Tod retten. Das Kreuz ist heute verschollen, es existiert nur noch ein Aquarell (um 1900) von Adolf Blamauer, das es zeigt.

### Ottokarkreuz in Ebenthal
Das Steinkreuz wurde im 18. Jahrhundert vom Pfarrer von Ebenthal gesetzt und wurde im 20. Jahrhundert als Baumaterial verwendet. Vor wenigen Jahren wurde das Steinkreuz bei der seitlichen Zufahrt zum Schloss Ebenthal neu gesetzt.